# Gare Part-Dieu – Vivier Merle
Gare Part-Dieu - Vivier Merle – stacja metra w Lyonie, na linii B. Stacja została otwarta 2 maja 1978. Stacja znajduje się w pobliżu dworca kolejowego Gare de Lyon-Part-Dieu